# Гаплогруппа E1b1b1a1 (Y-ДНК)
Гаплогруппа E1b1b1a1 (M78) — гаплогруппа ДНК Y-хромосомы человека (E1b1b1a1-M78/PF2186 ISOGG2018).
Y-хромосомная гаплогруппа E1b1b1a1-M78 объединяет большую группу людей, имеющих схожие гаплотипы и происходящих от одного общего предка по прямой мужской (отцовской) линии (отец-дед-прадед и так далее). Принадлежность людей к определённой гаплогруппе не равнозначна их этнической принадлежности, а указывает лишь на общность происхождения по одной из линий (мужской или женской). Исторически все гаплогруппы «привязаны» к определённому региону, где они возникли и откуда распространялись по Земле. Родоначальники многих гаплогрупп и их ближайшее потомки связаны также и с определённой этнической или языковой средой исторического региона. Однако, связь эту проследить не всегда возможно, особенно у гаплогрупп, которые возникли в палеолите.
Y-гаплогруппа E1b1b1a1 возникла на рубеже палеолита и неолита в Северо-Восточной Африке. Этнически и лингвистически родоначальник гаплогруппы E1b1b1a1 и его ближайшие потомки связаны с афразийской общностью, с её африканской составляющей.
Гаплогруппа E1b1b1a1 наряду с гаплогруппой E1b1b1a* (V68) является частью гаплогруппы E1b1b1a (V68).
В свою очередь, E1b1b1a1 (M78) делится на субклады: E1b1b1a1* (M78), E1b1b1a1a (V12), E1b1b1a1b (V13), E1b1b1a1c (V22), E1b1b1a1d (V65) и E1b1b1a1e (M521).

## Происхождение
Гаплогруппа E1b1b1a1 возникла 9975±1500 лет назад на востоке современной Ливийской пустыни, которая в то время была плодородной местностью.
Гаплогруппа E1b1b1a1-М78 происходит от мутации гаплогруппы E1b1b1a, произошедшей у мужчины, жившего 20,0 тыс. лет назад. Время жизни общего предка всех живущих носителей Y-хромосомной гаплогруппы E1b1b1a1 — 13,5 тыс. лет назад (даты определены по снипам компанией YFull).
В последующие тысячелетия представители гаплогруппы E1b1b1a1 (M78) распространились по всей территории Египта, где создали древнейшие агрокультуры, изобрели одну из древнейших письменностей, основали одно из древнейших и самое долговечное из государств на Земле — Древний Египет.
Начиная с эпохи Древнего царства, а возможно и раньше, представители гаплогруппы E1b1b1а1 (М78) стали распространяться за пределы Египта.

## Палеогенетика
- Гаплогруппа E1b1b1a1-М78 обнаружена у марокканских образцов иберо-мавританской культуры возрастом 14,8—13,9 тыс. лет назад[2].
- E1b1a1a1c1b (M263.2), E1b1a1a1d1 (P278.1, E-M4254), E1b1a1a1c1a1c (CTS8030) определены у трёх рабов (SJN001, SJN002 и SJN003) из Мехико, живших в XVI веке[3].

## Распространение
Гаплогруппа E1b1b1a1 встречается в Африке (Восточная, Северная и Южная), Европе (Юго-Восточная, Южная и Центральная, Новгородская область) и Западной Азии. В настоящее время гаплогруппа E1b1b1a1 (M78) распространена среди народов Юго-Восточной, Южной и Центральной Европы (албанцы, греки, карпато-русины, македонцы-славяне и южные итальянцы), Северо-Восточной и Восточной Африки (египетские арабы и копты, западные суданцы, сомалийцы и эфиопы) и, в меньшей степени, Западной Азии (турки-киприоты, друзы и палестинские арабы).

## Субклады

### E1b1b1a1*
В настоящее время гаплогруппа Е1b1b1a1* (M78), то есть не имеющая нисходящих SNP-мутаций, встречается крайне редко. Обнаружено всего 13 человек в различных популяциях: Южный Египет (2), Марокко (2), Судан (2), Сардиния (1), Албания (2), Венгрия (1), Англия (1), Дания (1) и Северо-Западная Россия (1).
Наибольшая концентрация Е-М78* (5,9 %) была обнаружена Cruciani et al. в 2007 году среди арабов в оазисе Гурна (Gurna) около Луксора в Южном Египте.

### E1b1b1a1a
Для Y-гаплогруппы E1b1b1a1a (V12) наиболее вероятно южно-египетское происхождение. Общий предок гаплогруппы E1b1b1a1a (V12) родился около 4300±680 лет назад, вероятно, в Верхнем Египте в эпоху заката Древнего царства.
Популяции с наибольшей долей E1b1b1a1a-V12:
- арабы Южного Египта — 44 %,
- арабы из оазиса Бахария (Bahariya) — 15 %,
- арабы оазиса Гурна (около Луксора) — 9 %
- арабы дельты Нила — 6 %,
- северо-восточные турки — 4 %

### E1b1b1a1b
Гаплогруппа E1b1b1a1b (V13) в настоящее время распространена весьма далеко от родины предковой гаплогруппы E1b1b1a1 (М78), преимущественно в Юго-Восточной Европе (албанцы, греки, карпато-русины, македонцы-цыгане, македонцы-славяне) и, в меньшей степени, в Западной Азии (турки-киприоты, галилейские друзы, турки).
Существуют две версии относительно места появления SNР-мутации V13 — Балканы или Западная Азия.
Хотя доля E-V13 в популяциях Западной Азии в несколько раз меньше, чем в Юго-Восточной Европе, их территории, а также острова Восточного Средиземноморья можно рассматривать в качестве возможных претендентов на прародину общего предка E1b1b1a1b-V13. Ведь у потомков египтян SNP-мутация V13 могла возникнуть в любом месте по пути их следования из Египта на Балканы.
Относительно времени жизни общего предка гаплогруппы E1b1b1a1b-V13 мнения авторов сильно разнятся. И связано это только с тем используют ли эти авторы в своих расчётах эволюционные (или иные) поправки или нет.
Время жизни общего предка гаплогруппы E1b1b1a1b по данным авторов, не использующих эволюционные поправки:
- 2470—1000 гг. до н. э. — Диенекес Понтикос (на основе 103 гаплотипов из проекта Haplozone Е-М35, 8 гаплотипов из Иматии и 20 гаплотипов из Арголиды)
- 1720—1180 гг. до н. э. — В. М. Урасин (на основе 336 67-маркерных гаплотипов из различных баз данных)[7]

Как видно, даты находятся в пределах от XXV до IV веков до н. э. Для Европы это конец неолита, Бронзовый век и ранняя античность.
Однако, последние археологические находки позволяют отнести время появления SNP-мутации V13 к VI тыс. до н. э. или к более раннему периоду. В 2011 году Marie Lacan et al. исследовали ДНК, выделенную из человеческих останков начала V тыс. до н. э., найденных в пещере Avellaner в Каталонии (Испания). Древнее захоронение относится к культуре кардиальной керамики, распространившейся в VI—V тыс. до н. э. от адриатического побережья Балкан до Иберии. Гаплогруппа ДНК Y-хромосомы останков одного из шести мужчин была определена как E1b1b1a1b (M35.1+,V13+).
Доля E-V13 и E-M35 (*) в некоторых современных популяциях по данным разных авторов:
- косовские албанцы — 44 %,
- ахейские греки — 44 % *
- магнисийские греки — 40 % *
- карпато-русины — 32-33 %
- аргосские греки — 35 % *
- цыгане Республики Македонии — 30 %
- эпирские греки — 29 % *
- македонцы-славяне — 22 %
- сербы — 19 %
- македонские греки — 19-24 % *
- болгары — 16 %
- итальянцы Апулии — 12 %
- турки-киприоты — 11 %
- арабы-друзы Северного Израиля — 11 %

Под значком * указана доля E1b1b1-M35 в целом, без учёта субкладов, без значка — доля только E1b1b1а2-V13.
Известно, что в популяциях Юго-Восточной Европы, в том числе среди греков и албанцев, доля E1b1b1а2-V13 составляет не менее 85 % — 90 % от E1b1b1-M35.

### E1b1b1a1c
Гаплогруппа E1b1b1a1c (V22) появилась в Центральном Египте или в дельте Нила около 3125 года до н. э. (±600 лет)
Позднее, представители гаплогруппы E1b1b1a1c (V22) расселялись из Северного Египта в разных направлениях, преимущественно, на юг (среди жителей Эфиопии — 25 %), а также на запад (Марокко — 7-8 %), на восток (Палестина — 6,9 %) и на север (Сицилия — 4,6 %).
Популяции с наибольшей долей E1b1b1a1c-V22:
- жители Эфиопии разных национальностей — 25 %
- арабы из оазиса Бахария в Центральном Египте — 22 %
- арабы дельты Нила — 14 %

### E1b1b1a1d
Гаплогруппа E1b1b1a1d (V65) распространена среди берберов и арабов Марокко, встречается среди арабов Ливии, берберов Египта и, в меньшей степени, среди итальянцев Сицилии и Сардинии
Вероятно, SNP V65 возник 2625±400 лет назад, то есть в первой половине I-го тыс. до н. э. в Марокко или в Ливии среди выходцев из Египта. Возможно, они прибыли туда во время Ливийских военных компаний 13-12 веков до н. э.

### E1b1b1a1e
Гаплогруппа E1b1b1a1e (М521) присутствует пока только на Балканах, обнаружена пока только у двух человек (два афинских грека).

## Внешние связи

### Филогенетическое древо
- Y-DNA Haplogroup E and Its Subclades from ISOGG 2011

### Проекты
- Проект «Ytree» дискуссионного форума «Молекулярная генеалогия». Гаплогруппа E1b1b1a. (недоступная ссылка)